# Anastatica hierochuntica
Anastatica hierochuntica, hay còn được gọi là Hoa thập tự hồi sinh, là một loài thực vật có hoa trong họ Cải. Loài này được L. mô tả khoa học đầu tiên năm 1763.

## Hình ảnh

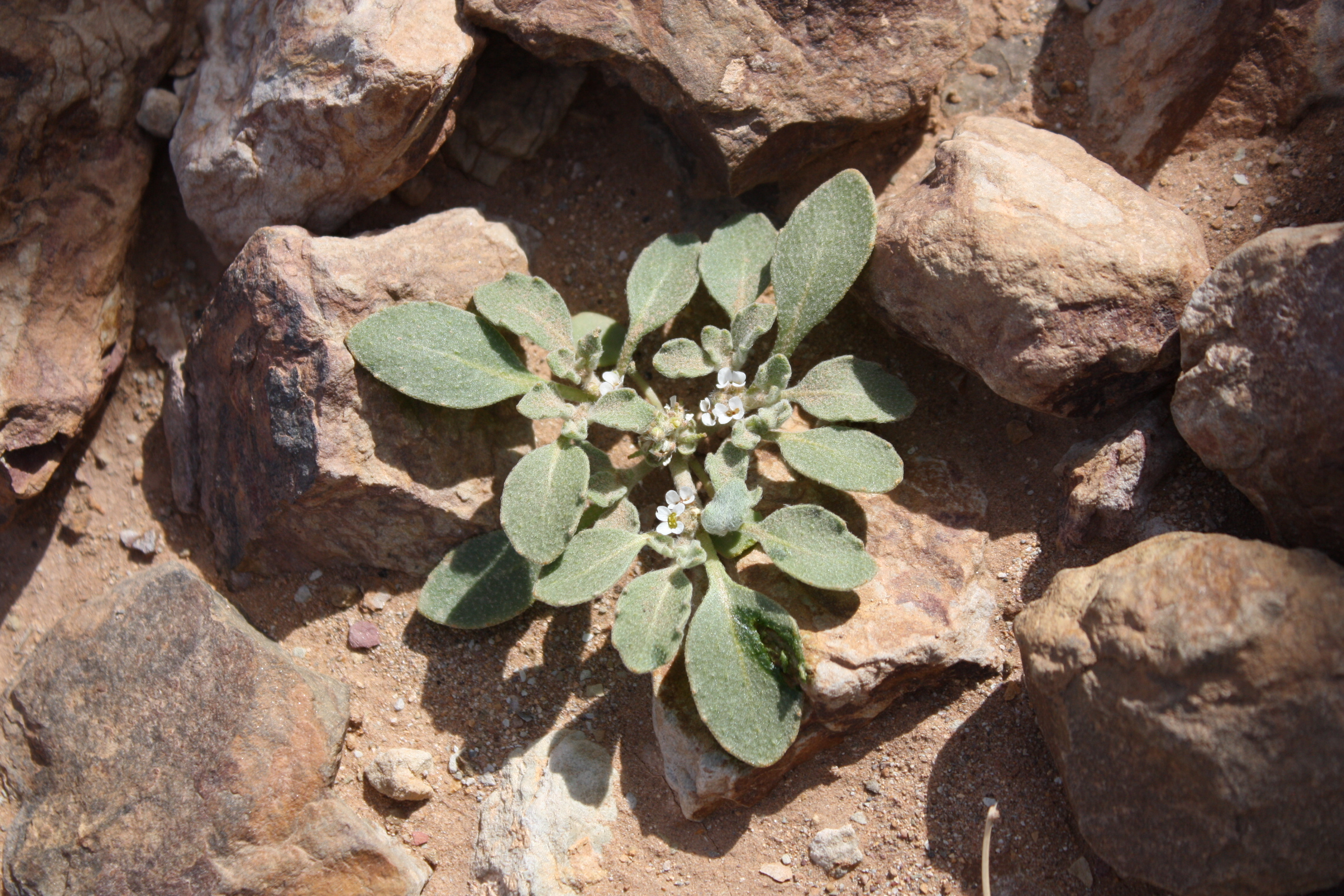
Hoa
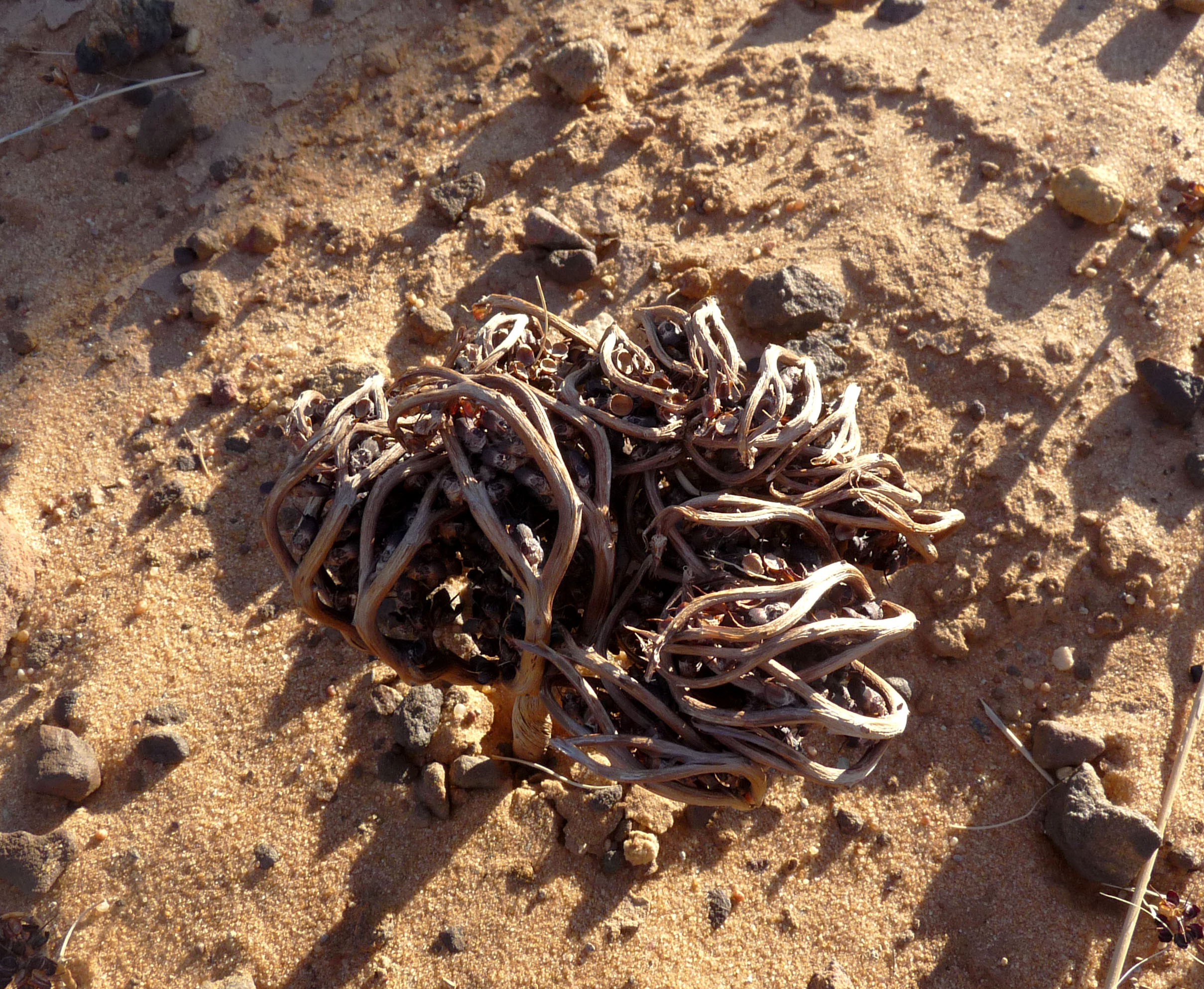
Khô héo
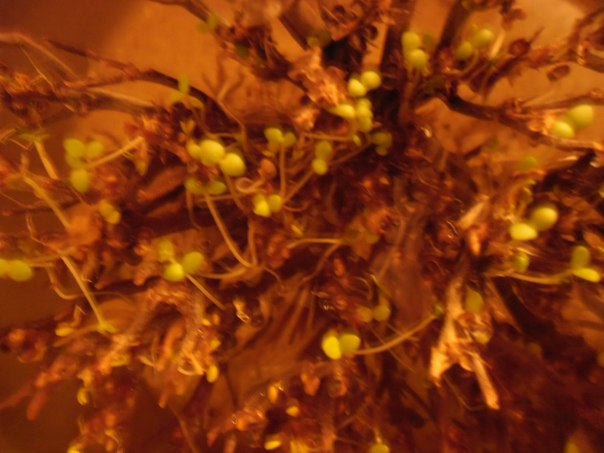
Trong nước